# 安城市立安城西部小学校
安城市立安城西部小学校（あんじょうしりつ あんじょうせいぶしょうがっこう）は、愛知県安城市福釜町猿町128番地にある公立小学校。
2017年度（平成29年度）の児童数は572人。公立中学校に進学する場合、福釜町在住の児童は安城市立安城西中学校に、赤松町在住の児童は安城市立安城南中学校に進学する。

## 地理
学区内には安城産業文化公園デンパークがあるほか、高浜川水系の長田川と半場川が流れる広い水田地帯がある。敷地内にはセンダンの古木がある。

## 歴史

### 年表
- 1908年（明治41年）4月1日 - 安城第三尋常小学校として創立。[1]
- 1948年（昭和23年） - 安城町立安城西部小学校に改称。
- 1952年（昭和27年） - 安城町の市制施行により安城市立安城西部小学校に改称。
- 2002年（平成14年） - 安城市立三河安城小学校が分離独立。[1]
- 2008年（平成20年） - 創立100周年。[1]

### 児童数の変遷
『愛知県小中学校誌』（2018年）によると、児童数の変遷は以下の通りである。
| 1947年（昭和22年） | 686人 |  |
| 1957年（昭和32年） | 715人 |  |
| 1967年（昭和42年） | 650人 |  |
| 1977年（昭和52年） | 830人 |  |
| 1987年（昭和62年） | 733人 |  |
| 1997年（平成9年）  | 630人 |  |
| 2007年（平成19年） | 443人 |  |
| 2017年（平成29年） | 572人 |  |

## 学区
- 福釜町
- 赤松町